# Государственный НИИ химических продуктов
Государственный НИИ химических продуктов (укр. Державний науково-дослідний інститут хімічних продуктів) - научно-исследовательский институт Украины, который специализируется на разработке рецептур взрывчатых веществ и порохов, технологий их производства, проектировании нестандартного оборудования для производства различных видов пороха и промышленных взрывчатых веществ, а также выполняет работы по проектированию, разработке и утилизации боеприпасов.
В институте имеется лаборатория контроля качества сырья и материалов, применяемых при производстве взрывчатых веществ и пороха.
Входит в перечень предприятий, имеющих стратегическое значение для экономики и безопасности Украины.

## История

### 1969 - 1991
Филиал Казанского НИИ химических продуктов (НИИХП) в Шостке был создан в ноябре 1969 года в соответствии с указом министерства машиностроения СССР. Среди первых задач, которые были поставлены перед сотрудниками института, - создание технологического оборудования по производству артиллерийских боеприпасов, порохов, метательных снарядов. Первым директором института назначен кандидат технических наук А. М. Мальчев.

### После 1991
С 1996 года ГНИИХП разрабатывает технологии утилизации боеприпасов.
В августе 1997 года НИИ был включён в перечень предприятий, имеющих стратегическое значение для экономики и безопасности Украины.
В сентябре 2000 года НИИ были предоставлены льготы по налогообложению.
С 2002 года НИИ был привлечён к участию в программе утилизации излишков боеприпасов вооружённых сил Украины, финансируемой Агентством обслуживания и обеспечения НАТО (NAMSA) из средств трастового фонда НАТО.
По состоянию на начало 2008 года, институт:
- выпускал 30-мм выстрелы ВОГ-17М с осколочной гранатой, дымовые гранаты ГД-1 и ГД-2[1]
- имел линии по изготовлению пироксилиновых порохов, регенерации растворителей и получению эфира[1]

В марте 2009 года ГНИИПХ освоил серийное производство травматических патронов 9 мм РА с пулей из пластиката из направленных на утилизацию патронов 7,62 × 25 мм ТТ. Выпускаемые патроны имеют маркировку «МАС 9 мм РА».
В 2010 году основным направлением деятельности НИИ являлось выполнение заказов по работе с боеприпасами и изделиями военного назначения (при этом, 30% от объёмов выполняемых работ составляли работы по утилизации боеприпасов - НИИ было поручено уничтожение двигательных частей 104 ракет ракетных комплексов 2К6 Луна).
После создания в декабре 2010 года государственного концерна «Укроборонпром», ГНИИХП вошёл в состав концерна.
В ноябре 2011 года руководство ГК "Укроборонпром" объявило о намерении разработать программу реструктуризации находящихся в Шостке предприятий военно-промышленного комплекса Украины с целью создания компании по разработке и производству боеприпасов и взрывчатых веществ (в состав которой было предложено включить Шосткинский казённый завод «Звезда», Шосткинский казенный завод «Импульс» и ГНИИХП). Программу реструктуризации предполагалось разработать до 15 марта 2012 года.
К весне 2012 года хозяйственное положение ГНИИХП являлось неблагополучным.
В феврале 2013 года по решению хозяйственного суда Сумской области с НИИ взыскали 2,9 млн. гривен в связи с ненадлежащим исполнением контракта по изготовлению продукции военного назначения для министерства обороны Украины.
Весной 2014 года управлением Государственной финансовой инспекции по Сумской области была проведена проверка деятельности ГНИИХП, в ходе которой были выявлены нарушения на сумму 580 тыс. гривен, по результатам проверки 12 сотрудников института были привлечены к административной ответственности.
Сотрудники НИИ занимались изучением процессов, протекающих при длительном хранении боеприпасов при несоблюдении условий их хранения. В общей сложности, только за первые 45 лет деятельности, с 1969 до конца ноября 2014 года сотрудники ГНИИХП получили более 450 авторских свидетельств, 197 изобретений были внедрены в производство.
После начала боевых действий на востоке Украины ГНИИХП и ГККБ "Луч" выполнили исследования возможности увеличения срока службы 100-мм выстрелов ЗУБК10 с противотанковой управляемой ракетой 9М117 «Кастет» советского производства, сохранившихся на складах украинской армии. Кроме того, в связи с исчерпанием запасов сигнальных мин советского производства, в 2014 году НИИ начал разработку сигнальной мины (9 февраля 2017 года разработанная мина СМ-Ш была принята на вооружение вооружённых сил Украины).
14 июля 2015 года заместитель директора ГК "Укроборонпром" Ю. Пащенко сообщил в интервью, что производство тех компонентов высокоточных боеприпасов, которые ранее изготавливал Донецкий казенный завод химических изделий, возобновлено на производственных мощностях ГНИИХП.
29 июля 2016 года пресс-служба ГК "Укроборонпром" опубликовала сообщение, что за последние три года ГНИИПХ была произведена утилизация свыше 5 тысяч тонн боеприпасов.
В июле 2017 года был представлен демонстрационный образец созданного ГНИИХП 93-мм динамореактивного пехотного огнемёта РПВ-16. В июле 2018 года ГНИИПХ освоил серийное производство РПВ-16.